# Joseph de Belcastel
Joseph de Lacoste de Belcastel est un homme politique français né le 1er octobre 1860 à Toulouse (Haute-Garonne) et décédé le 12 novembre 1942 à Belcastel (Tarn).

## Biographie
Fils du baron Paul de Belcastel et d'Henriette de Touchebœuf, neveu de Gabriel de Belcastel, il suit ses études chez les Jésuites, devient officier de cavalerie et publie diverses études sur la mutualité.
Maire de Belcastel de 1896 à 1941 et conseiller général pour le canton de Cuq-Toulza de 1904 à 1910, il est  député du Tarn de 1906 à 1910, inscrit au groupe de l'Action libérale, et de 1919 à 1924, inscrit au groupe de l'Entente républicaine démocratique.
Il est Chevalier de la Légion d'honneur[réf. nécessaire][Quand ?].

## Sources
- « Joseph de Belcastel », dans le Dictionnaire des parlementaires français (1889-1940), sous la direction de Jean Jolly, PUF, 1960 [détail de l’édition]